# シュタイヤー・マンリヒャー

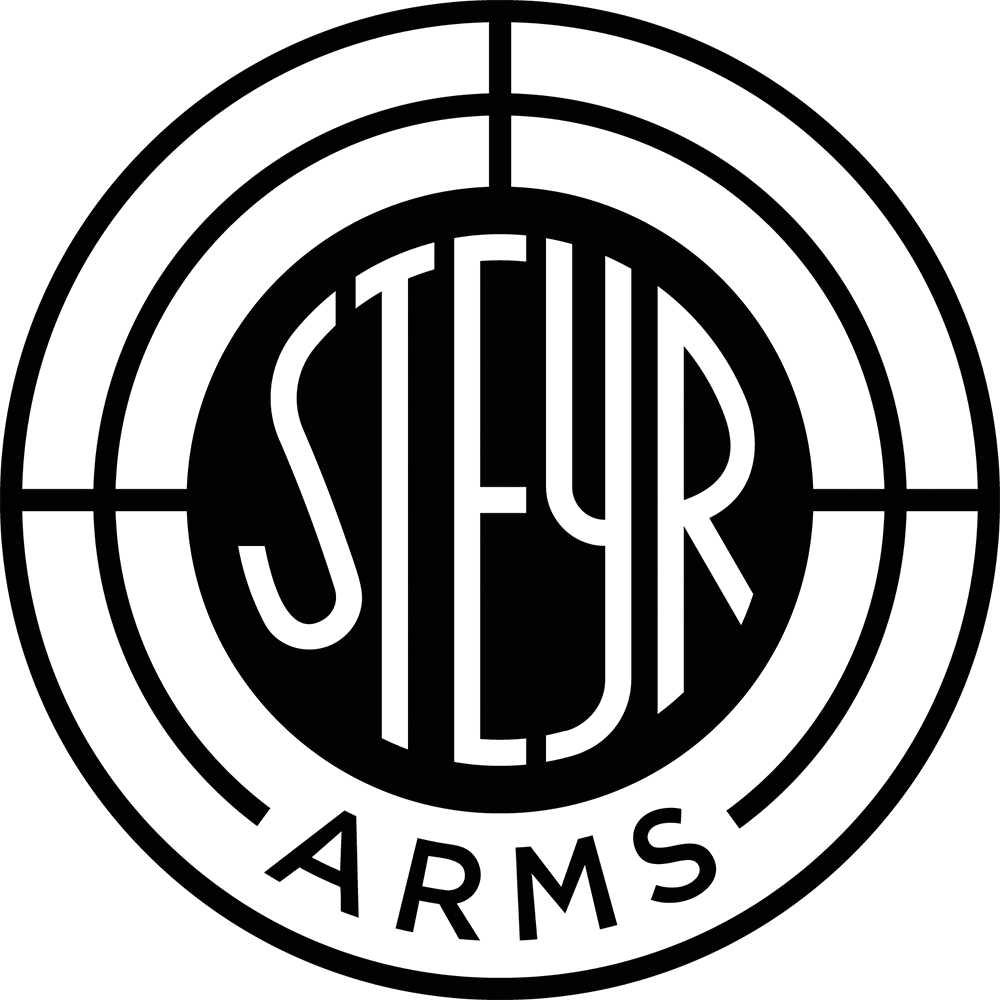
シュタイヤー・マンリヒャー社のロゴ

シュタイヤー・マンリヒャー(Steyr Mannlicher GmbH & KG)はオーストリア(オーストリー)の銃器メーカーである。

## 歴史
ヨーゼフ・ヴェアンドルが1864年に設立した銃器工場を元として、後の1926年にシュタイヤ・ヴェルケ(Steyr-Werke AG)、1934年にシュタイア・ダイムラー・プフ社(Steyr-Daimler-Puch AG)となるグループの武器開発生産部門で、グロック社と並ぶオーストリアの代表的銃器メーカーである。
1889年に創立者のヨーゼフ・ヴェアンドル亡き後、会社はフェルディナント・マンリヒャー率いるシステム＝マンリヒャー社により合併され、シュタイヤー・マンリヒャー社が誕生する。
1977年に同社の主力製品となるブルパップ・アサルトライフル「AUG」が完成し、同年オーストリア軍に「STG77」の名称で制式採用された。AUGはその性能の高さからオーストリアだけではなくオーストラリアやニュージーランドでも使用されることになった。
また競技銃の分野でも優れた製品を生産し、特にエアピストルでは内外で高い評価を得ている。
シュタイヤー社は現在、拳銃から軍用ライフルまでを製造する総合銃器産業として世界規模で商業展開を行なっている。
2001年に競技銃部門をシュタイヤー・シュポルトヴァッフェン社(Steyr Sportwaffen Gmbh)として分社化した。

## 社名の発音
社名の「Steyr Mannlicher」は、ドイツ語では「シュタイヤー・マンリヒャー」、英語では「ステイアー・マンリカー」に近い発音となる（ドイツ語のei/eyは/ai/と発音する）。日本における猟銃、競技銃のいわゆる実銃の分野では「ステイヤー／スタイヤー」「マンリカ」の表記が一般的である。
日本の遊戯銃界及びその周辺では「ステアー」の発音が一般化している。TMP、SPPの遊戯銃を発売しているKSCは「スタイヤー」の表記を採っており、その取扱説明書の中で、「日本で初めてSteyrを紹介した著者が、強引に『ステアー』とローマ字読みしたのがそのまま広まってしまったからではないか」という説を挙げている。
一方、後に同社から分離した自動車製造部門の日本での表記と発音は「シュタイア」が一般的となっている。

## 代表的な製品

### ハンドガン

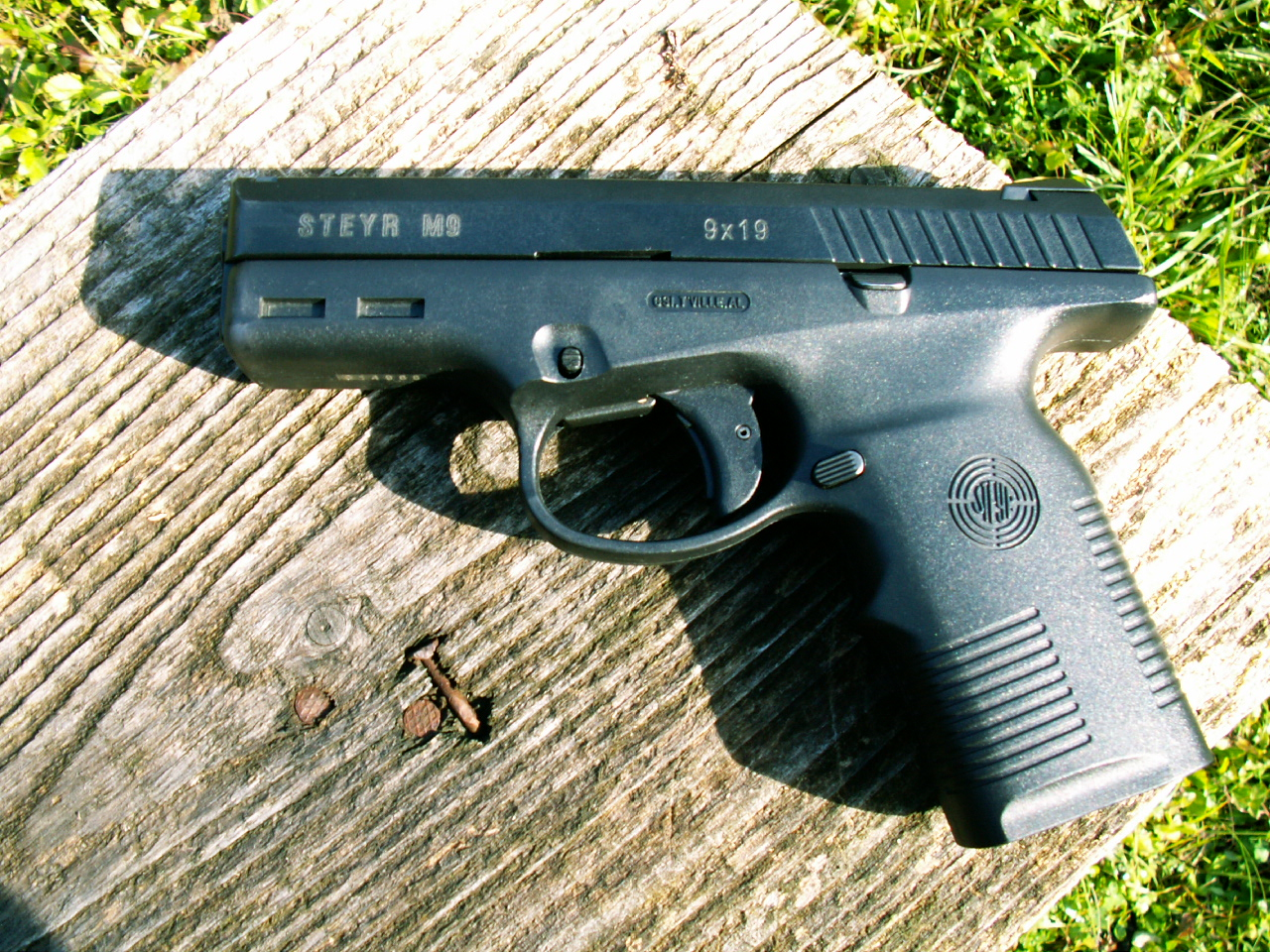
ステアーM9

- ショーンベルガー・ピストル
- M1894
- M1901
- M1907
- M1912
- SP
- GB
- M9
  - M357
  - M40
- SPP

### サブマシンガン
- ソロータンM1934
- MPi69
  - MPi81
- TMP

### ライフル

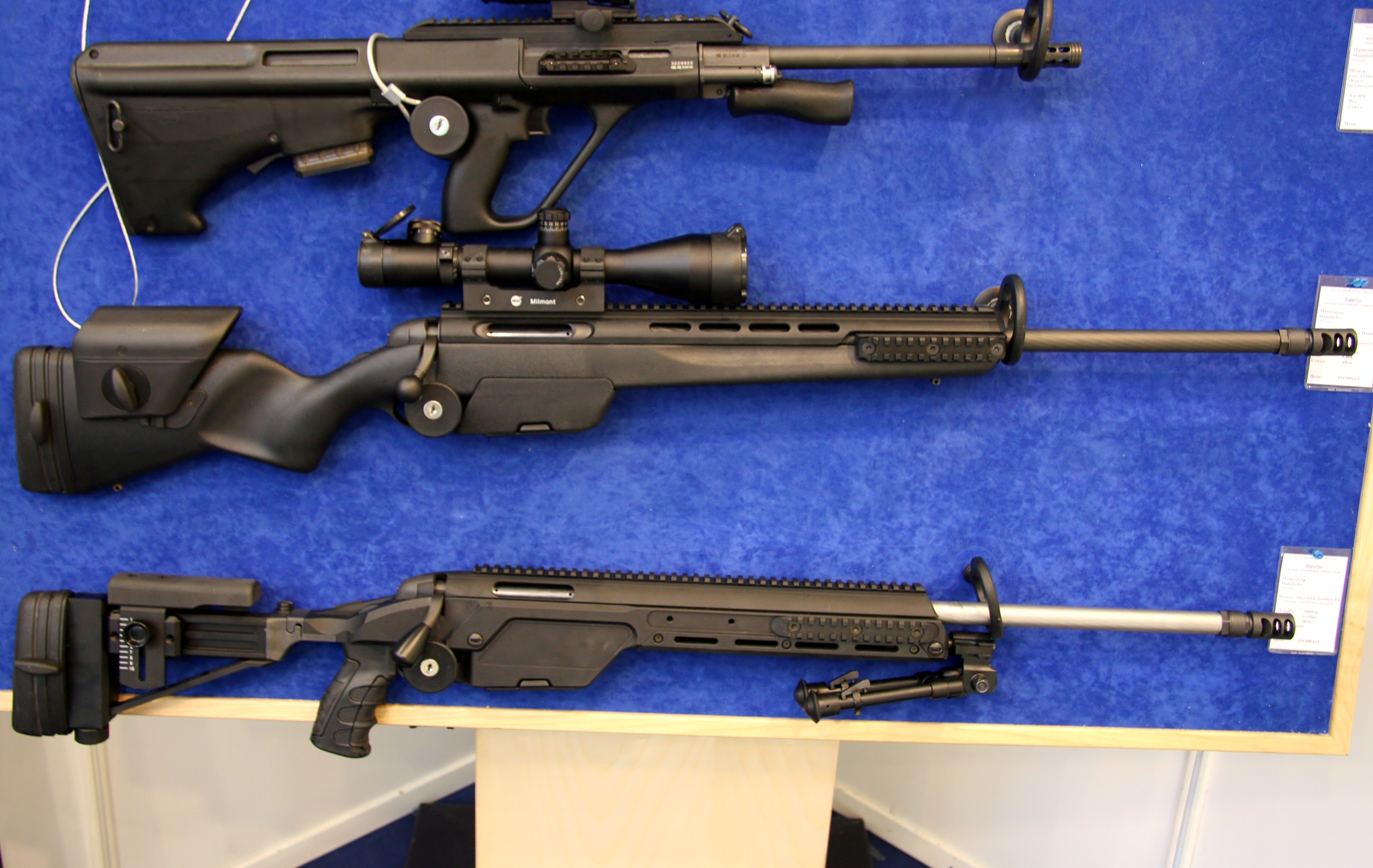
上からAUG Z
SSG04
SSG08

- M1886
- M1888
- M1895
- マンリカ
- AUG
- Scout
- STM556
- SteyAR

### スナイパーライフル
- SSG
- SBS

### アンチマテリアルライフル
- インファクトリー・ウェポン・システム2000
- .50HSロング・レンジ・スナイパーライフル

### マシンガン
- MG74

### 競技銃（エアピストル）
- CO2 Match
- LP1CP
- LP10
- LP2
  - LP2 Compact

### 競技銃（エアライフル）
- LG10
- LG20
- LG100
- LG110